# ナチスの映画政策

1942年に国有化されたウニヴェルズム映画株式会社のロゴ

ナチスの映画政策（ドイツ語: nationalsozialistische Filmpolitik）は、基本的にはアドルフ・ヒトラーとナチ党による権力掌握の後、ドイツ国にフェルキッシュかつナショナリスティックな独裁体制を確立するためのもので（ナチ時代を参照）、ヨーゼフ・ゲッベルスが率いた帝国国民啓蒙宣伝省と密接に関連していた。
ゲッベルスは「ドイツ映画の庇護者」を自認し、映画制作の管理・統制、検閲、「アーリア化」、個々のアーティストや企業への抑圧や助成といった様々な措置を通じて、ドイツ映画産業をナチのプロパガンダ装置における枢要部として取り込んでいった。ナチズムにおいては、娯楽にさえも政治的な機能が付与されていたため、第三帝国の長編映画の大半が一見すると非政治的なことと矛盾しない。
ナチ党は無声映画時代に選挙運動映画の制作の経験を積み、1933年に政権を獲得するとドイツ映画産業の画一化と利用に焦点を当てた。画一化は大いに成功し、さらに1938年にはオーストリアの映画産業（オストマルク、またはドナウ＝アルプス帝国大管区群）も加わった。この過程は、最終的に1942年に国家独占企業のUFIコンツェルンの創設に至った。あらゆる政治的目標を別にして、ヨーゼフ・ゲッベルス、ヘルマン・ゲーリング、アドルフ・ヒトラーは個人的に映画に魅了されていたのである。

## ナチの映画政策の目的
ゲッベルスは、映画というメディアを効果的な宣伝手段と見なし、映画によってナチ体制に魅惑的な力を与えることを企図していた。しかし、映画の中に常にナチ党と政治が現れていたとすれば、この目標にほとんど到達できなかったであろう。あからさまなプロパガンダは週間ニュース映画、教育映画、ドキュメンタリー映画にその居場所を移し、長編映画にナチ党やそのシンボル、突撃隊やヒトラーユーゲント、帝国労働奉仕団といった組織が登場するのは、ごくわずかであった。ファイト・ハーランやカール・リッターといった政治的に忠実な監督による、いわゆるプロパガンダ映画でさえ、程度の差こそあれ軽快な「娯楽映画」の洪水を前にしては、その割合は20％未満であった。

## 前史
1933年のはるか以前から、ナチ党はその目的を表現するメディアとして映画を利用し始めていた。既に1926年6月に設立されたナチ党全国宣伝指導部には「Amt Film（映画局）」が設けられ、プロパガンダ映画の利用に備えることになった。1927年、ニュルンベルク党大会についての最初の党映画 - 『Eine Symphonie des Kampfwillens（闘志の交響曲）』 - が制作された。こうした映画は初期には内部用に制作されたが、1930年11月にはナチ党のReichsfilmstelle（仮訳「全国映画局」）が設立され、映画の制作と配給を受け持つこととなり、こうして選挙戦にも映画が利用可能となった。

## 官庁・機関
1933年1月にナチ党が権力を掌握すると、ナチの映画政策は、特に2つの官庁、帝国国民啓蒙宣伝省映画部と帝国映画院が取り仕切ることになった。帝国文化院とナチ党全国宣伝指導部映画局もまた影響力を持っていたが、ゲッベルスはあらゆる官庁の上位に君臨していたため、ナチズムの指導者原理に則り、本来の所管官庁の声に一切耳を傾けることなく、映画や映画政策の事案を意のままに決定することができた。さらには多くの作品の配役にまで影響力を及ぼした。また映画検閲と映画評価に、最終決定を下したのもゲッベルスであった。なお、ゲッベルスが膨大な業務の中でこういった特権を実際にどこまで行使したのかについては、現在も議論が続いている。
他の省庁が所管していた唯一の領域は教育映画であり、教育映画に関してはベルンハルト・ルスト文部大臣と、彼が設立したReichsstelle für den Unterrichtsfilm（仮訳「全国教育映画局」）が決定を下していた。

## 映画政策措置（概要）
1933年から1945年にかけて、ドイツ国における映画の政治利用と画一化にあたって最も重要な措置は、映画を帝国国民啓蒙宣伝省の所管としたことである。これにより1933年3月から宣伝省は唯一の所管官庁となった。同省は他省からの介入に配慮する必要はなくなり、そのため極めて効率よく映画政策を実施することが可能となった。
ナチ党の映画政策の大部分は、映画業界の再編を目指したものであった。国家の介入によって業界は次第に、しかし完全に再編され、強力なプロパガンダ産業へと拡充されていった。最初のステップは、映画信用銀行有限会社の設立であり、政治的に忠実な制作会社に資金援助が与えられた。多数の小企業が乱立していた映画業界は再編と統合によって効率的になっただけでなく、管理・統制が容易になり、制作部門と配給部門の集約が急速に進んでいった。1930年から1932年の間、100社以上の制作会社がヴァイマル共和国で事業を展開していたが、1942年には1社のみ、すなわち国有のUFIコンツェルン（Ufa-Film GmbH）となっていた。ナチの政策は、強制的な統合に加えて、当初からドイツ映画産業に欧州市場を確保させることでアメリカ映画との死活的な競争から解放するという課題を念頭に置いていた。この目標のため、1935年に国際映画院が設立された。1939年に始まったドイツの侵略戦争は、ドイツの映画業界にとって、経済的に言えば、幸運な出来事であった。占領された国々はドイツ映画の市場となって利益をもたらし、接収された制作設備はドイツ映画産業に併呑されたからである。この保護主義的政策により「健全に」統合された映画産業は、ナチ体制に無条件の忠誠心と感謝を寄せるようになる。
映画業界の助成のほかに、直接の画一化措置も取られた。こうして帝国映画文芸部員制度が導入され、制作の開始前にすべての台本、原稿、作品草案を検査することとなった。すでにヴァイマル共和国時代からあった映画検閲は引き続き行われ、さらに厳しくなった。1934年から、国家指導部に「ナチ的、宗教的、道徳的または芸術的な感性を傷つける、粗暴または不道徳な印象を与える、ドイツの外観またはドイツと外国との関係を危うくする」ように思われる作品は禁止されることとなった。『クウレ・ワムペ』（1932年）やロベルト・ジーオトマクの『予審』（1931年）といった社会批判的な作品、そして映画史上重要なフリッツ・ラングやゲオルク・ヴィルヘルム・パープストの作品が上映されることはなかった。事前検閲は非常に効果的で、政治的に好ましくない新作が完成までこぎつけることは、事実上不可能であった。しかし、撮影時に問題なしとされていた映画の一部は、その間に政治情勢が変化したためもはや時局にそぐわないとして、完成後に禁止された。例えば1935年に完成した『フリース人の苦悩』には村民に赤軍兵士が皆殺しにされるシーンが含まれていたが、独ソ不可侵条約が締結されるとドイツとソ連の一時的な友好関係を害するものとみなされて、上映禁止となった。
映画評論は最終的に禁止されたが、新たに映画評価が導入され、また国民映画賞（Deutscher Staatspreis, 「ドイツ国家賞」）を授与することで、政治的に望ましい映画の制作を後押しすることとされた。映画業界の従事者は、ナチ職業団体（Reichsfachschaft Film, 仮訳「帝国映画人会」）に加入させられ、また政治的に忠実な映画アーティストのために国立養成機関（ドイツ映画アカデミー・バーベルスベルク）が設立されたが、これらは人事面での画一化を目的としたものである。ドイツ映画産業の全従事者は、同団体の会員であることが必須であった。体制に批判的な者やユダヤ人といった望ましくない人物は加入を拒否されたが、これは就業禁止と同義であった。

## 映画制作

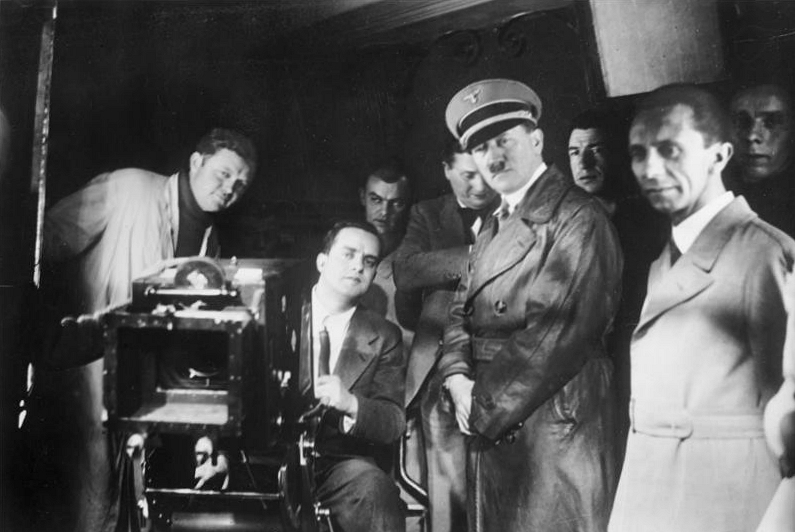
1935年、UFAスタジオ訪問。アドルフ・ヒトラーとヨーゼフ・ゲッベルス

ドイツの映画業界は、1930年代半ばにそれまでで最も深刻な危機に陥った。この原因はいくつかある。第一に、ヒトラーが権力を握った後、最高レベルの映画制作者の多くがドイツを去り、その他の者も帝国映画院によって就業禁止とされたためである。その損失は埋めがたいものであった。第二に、映画制作者の報酬、つまるところ映画制作費は、1933年から1936年の間に95％上昇した。このため、映画館で高額な制作費を回収できないことが多くなった。第三に、ドイツ映画の国外でのボイコットが増加し、輸出額が劇的に減少したことである。1933年では、輸出が制作費の44％をカバーしていたが、1935年には12％、1937年にはわずか7％となった。
映画制作会社の倒産は増加する一方であった。1933年から1935年、劇映画の制作会社はドイツに114社あったが、1936年から1938年では79社、1939年には32社、1940年には25社、1941年位は16社が残るのみとなっていた。しかし映画制作数が減少することはなく、むしろ増加する一方であった。また、苦境に耐えて残った少数の企業の業績は改善し続けた。
ゲッベルスはさらに私営の持株会社であるカウツィオ信託有限会社を介して、残る全映画制作会社の株式の大部分を買い取らせた。 1937年、カウツィオはドイツ最大の映画会社Ufa-Film GmbHを買収し、1942年には残るテラ・フィルム、トービス＝トーンビルト＝ズュンディカート、バヴァリア・フィルム、ウィーン＝フィルム、ベルリン＝フィルムの5社と合併してUFIコンツェルンを結成した。
映画制作は実質的に国有化されたが、例えばスターリニズム下でのソ連とは異なり、私経済の構造が維持されていた。映画信用銀行は映画産業の支援のために設立されたが、資金は個人投資家から調達していた。また、国家からの補助金もなかったため、映画産業は収益を確保するために映画館の観客の期待に応える必要があった。ナチ党が映画プロジェクトを重視していたとはいえ、興行成績は重要であった。
制作企業にはナチズムの指導者原理が導入された。監督が映画企画の芸術面でのデザインに責任を負う一方、Herstellungsgruppenleiter（「制作グループ長」）は、芸術に関係しない事項を担当した。両者の上にProduktionschef（「制作長」）が置かれ、映画会社の年間プログラムを編成し、題材を設定した。1942年からは、さらに帝国映画総監督がその上位に置かれた。指導者原理に従い、ヨーゼフ・ゲッベルスは実務的な政策上の諸事案にしばしば直接介入した。

## 映画配給と映画保存貸与機関 (Bildstelle)
統合の流れは映画配給にも及んだ。ドイツ映画配給有限会社 (Deutsche Filmvertriebs GmbH, DFV) は国有化されたウーファの子会社で、本社はベルリンにあった。1942年には既存の映画配給会社は全て解散した。
映画保存貸与機関 (Bildstelle) というシステムはヴァイマル共和国時代に成立し、Reichsstelle für den Unterrichtsfilm（仮訳「全国教育映画局」）のもとに置かれ、拡大していった。1943年にはドイツ全国に州立のものが37か所設けられ、その下には市立のものが1万2,042か所があった。これと並んでナチ党全国宣伝指導部の配下にも映画保存貸与機関のネットワークが存在し、既に1936年には32大管区、171管区、2万2,357地区に設置されていた。これらの映画保存貸与機関は、多彩な映画作品を取りそろえるとともに16ミリフィルムの可搬型映写機の貸し出しも行っており、学校の教室や夜間の集いで映画上映ができるようになっていた。

## 映画館と観客
制作・配給部門とは違い、映画館は国有化されなかった。ウーファ系列の映画館を除き、1939年にはいわゆるアルトライヒ（「旧帝国」、オーストリアとズデーテンラント併合以前のドイツ領）にあった5,506館の大部分は、民間の中小企業によるものであった。
しかし個々の映画館の自由には、法律や帝国映画院の指令によって大きな制限が課されていた。主作品の前に上映する文化映画やドキュメンタリー映画、ニュース映画が指定されていたのである。また特定の祝日には格式ある作品の上演が義務付けられていた。外国映画上映に関する法律（1933年6月23日、Gesetz über die Vorführung ausländischer Bildstreifen) により、政府は外国映画の上演を禁止する権限を有していた。すでにヴァイマル共和国時代から外国映画の輸入には数量制限があり、第二次世界大戦開始後は、特定の国からの映画輸入が初めて全面禁止された。例えば1941年からはアメリカ映画がドイツの全映画館で上映禁止とされた。
ナチのメディア政策の全ては、満員の映画館で劇映画やニュース映画を観る個々人に与える感情面での効果に注がれていた。兵舎や職場でも映画上映会が催された。集団での経験は、特に青少年の観客では、プロパガンダ効果が強まった。映画によるプロパガンダをあらゆる年齢層に及ぼすため、1934年2月16日施行の映画法では6歳未満の映画館への入場禁止規制が廃止された。映画館はヒトラーユーゲント向けの、いわゆる青少年映画時間に利用された。農村部に映画プログラムを供給できるよう、ナチ党全国宣伝指導部は、Tonfilmwagen（「映画車」）を備えていた。これは例えば地方の食堂などのホールで映画上映会を催すために必要な機材一式を装備したものであった。こうして午後にはヒトラーユーゲント向け、夕方からは一般市民向けの映画上映会が行われた。この移動映画館のおかげで、ナチのプロパガンダ映画は、これまで一度も映画館を訪れたことのない人々をも大規模にその射程に収めたのである。
失業率の低下と生活水準の向上により、ドイツの映画館の入場者数は年々増加した。1939年には6億2,400万枚のチケットが販売され、1944年には11億枚に達した。米国を除けば、ドイツよりも映画館の客席数が多い国は地球上に存在しなかった。学校や劇場が閉鎖された中でも、困難な状況にもかかわらず、映画館の営業は戦争終結まで維持された。例えばベルリンでは1944年になっても映画館の防衛のために対空砲部隊が派遣されていた。連合軍の空襲の激化で急増する負傷者を収容するために映画館の救護所や野戦病院への転用を検討すべき状況においても、その多くは政治的圧力により転用されることはなかった。1944年9月1日から全劇場が上演禁止となっても、映画館では上映が継続された。その結果、一部の劇場は映画館に転用された。ウィーン・フォルクスオーパーは、10月6日から数ヶ月間、市内で二番目に大きな映画館であった。

## ナチのプロパガンダ映画
ナチのイデオロギーは、ノンフィクションのジャンル、例えばニュース映画、教育映画、文化映画、ドキュメンタリー映画であからさまに宣伝された。ドイツ週間ニュースは、帝国宣伝省映画部の下部組織によって制作され、その各段階にゲッベルスが目を光らせていた。1942年/1943年の冬までは、ヒトラーが自ら指揮を執ることもあった。大学や学校で使用された教育映画は、多くの場合、社会ダーウィン主義、人種学、反セム主義といったナチのイデオロギーの中核的要素を直接流布するものであった。映画館で人気のあった文化映画も同様の目的を持つものがよくあった。劇映画では通常扱わない題材も見られた。
「安楽死」または「障害者殺害」というテーマを扱った劇映画は1作品（『告発』、1941年）のみであったが、ノンフィクション作品は多数存在する（例：『Das Erbe （遺伝）』［1935年］、『Erbkrank（遺伝病）』［1936年］、『過去の犠牲』［1937年］、『Alles Leben ist Kampf（仮訳：生きること全ては戦い）』［1937年］、『Was du ererbt（仮訳：君に遺伝するもの）』［1939年］）。
ソ連では、劇映画の監督が独裁者スターリンの記念碑を打ち立てようと腕を競ったが、ドイツでは独裁者ヒトラー個人を扱う劇映画は一つとして制作されなかった。映画業界は、1933年に先を競って新体制におもねり、慌ただしく3本のナチ劇映画（『突撃隊員ブラント』『ヒットラー青年』『ハンス・ヴェストマー』）を献上したが、その後は、この種の作品は散発的に制作されるのみとなった。ナチ党はこれとは逆に、自己表現のための広大な空間をニュース映画やドキュメンタリー映画に見出した。例えば『総統に向かって行進』やレーニ・リーフェンシュタールの党大会映画『信念の勝利』（1933年）、『意志の勝利』（1935年）である。ナチ・ドイツを国内外で宣伝することを目的とした映画には、国家から委嘱を受けて同じくレーニ・リーフェンシュタールが演出した1936年ベルリンオリンピックの2部作『オリュンピア』があり、最も成功を収めた好例である。伝記映画シリーズは、テーマとしては「偉大なドイツ人」といった表題に分類可能ではあるが、機能としては同様である。『不滅の心』、『コッホ伝』（いずれも1939年）、『フリードリヒ・シラー – ある天才の勝利』（1940年）『フリーデマン・バッハ』（1941年）、『アンドアス・シュリューター』（1942年）、『Der unendliche Weg（果てしなき道）』（1943年）である。人物描写としては『Das große Eis. Alfred Wegeners letzte Fahrt（仮訳：大氷。アルフレート・ヴェーゲナーの最後の行路 ）』（1936年）、『Joseph Thorak – Werkstatt und Werk（仮訳：ヨーゼフ・トーラク – 工房と作品）』（1943年）『Arno Breker – Harte Zeit, starke Kunst（仮訳：アルノ・ブレーカー – 厳しい時代、強い芸術）』（1944年）がある。
明らかに反セム主義的な言語慣用（→ナチの言語）や内容の劇映画は比較的少ない。あからさまに反セム主義を宣伝する映画には『ロスチャイルド家』『ユダヤ人ジュース』（いずれも1940年）がある。反セム主義プロパガンダが本来の居場所を見つけたのは、またしてもノンフィクションのジャンルであった。例えば、『永遠のユダヤ人』（1940年）だけでなく、『Juden ohne Maske（仮訳：仮面を剥いだユダヤ人）』（1937年）、『Juden, Läuse, Wanzen（仮訳：ユダヤ人、シラミ、ナンキンムシ）』（1941年）、『Aus Lodz wird Litzmannstadt（ウッチからリッツマンシュタット へ）』（1941/42年）といったあまり知られていない作品もある。これらの作品は非常に過激で、勘の鋭い観客にはこのプロパガンダがどのような帰結を生むか容易に察しがつくものであったが、作品内には間近に迫る大量殺戮を明確に示唆するものは見つからなかった。逆に、『テレージエンシュタット』（1945年）では、映画監督はなおも政治的現実から目を逸らしていた。現実には、何百万ものユダヤ人がすでに追放、殺害されていたのである。ニュース映画向けに撮影されたものには、絶滅収容所へ移送直前のワルシャワ・ゲットー住民の言語に絶する生活状況を映したものがあったが、公開は差し止められた。
ナチのイデオロギーにおける暗いコンセプトには、他にゲルマン崇拝、血と土のモティーフといったものがあるが、映画に結実したのは、ほとんどノンフィクションの分野で占められていた。例としてはハンス・シュプリンガー（Hanns Springer）の映画叙事詩『永遠の森』（1936年）がある。 同じことは、海外の植民地主義、または旧ドイツ植民地（1880年代から1918年まで）といった非常に感情的なテーマにも該当する。劇映画ではわずかな作品（『ドイツ領東アフリカの騎兵隊』1934年、『世界に告ぐ』1941年）のみが制作されたが、文化映画は多く、例えば『我らのカメルーン（Unser Kamerun）』1936年/37年、『アフリカへの憧憬（Sehnsucht nach Afrika）』（1938年）があった。
ナチの戦争プロパガンダは自然に、かつ目立つことなく劇映画に組み込まれたが、それは戦争映画というジャンルが第一次世界大戦時から観衆に普及していたためである。しかし反戦映画は禁止された。例えばナチ党の権力掌握以前に、国際的に成功を収めていたゲオルク・ヴィルヘルム・パープストの『西部戦線1918年』、レマルクの古典的作品でアメリカで映画化され、オスカー賞を獲得した『西部戦線異状なし』である。この作品については、既にヒトラーが権力を掌握する以前のヴァイマル共和国時代においてもゲッベルスは上映の一時的禁止の貫徹に成功している。ナチの劇映画の3%は戦争映画（33作品）でその中でも高い評価を得た『プロシヤの旗風』（1935年）、『祖国に告ぐ』『誓いの休暇』（両作品とも1937年）、『勲功十字章』（1938年）、『リュッツォ爆撃隊』（1939年）、『偉大なる王者』（1942年）や「耐久映画」である『コルベルク』（1945年）がある。しかし、最も先鋭な戦争プロパガンダはやはりドキュメンタリー映画に顕著であった。例えば『Der Westwall（西の守り）』（1939年）、『Feuertaufe（炎の洗礼）』（1939年/40年）、『ポーランド進撃』（1940年）である。
劇映画でナチが政治プロパガンダの標的としたテーマには、犠牲・服従・ドイツ性の賛美・戦争宣伝・敵のイメージ（イギリス人、共産主義者、ユダヤ人）といったものがある。劇映画全体に占めるプロパガンダ映画の厳密な割合については、一致した見解が見られない。ナチの映画検定所において、検定を受けた劇映画のうち7％が「国家政治的に価値あり」もしくは「国家政治的に特に価値あり」という評価を与えられ、最高の評価を受けたのは『世界に告ぐ』 『帰郷』、オットー・フォン・ビスマルクを取り上げた『罷免』、ファイト・ハーランのフリデリクス・レックス映画である『偉大なる王者』、国家からの委嘱により制作された耐久映画『コルベルク』である。

## 娯楽映画
短編映画や劇映画では、政治的プロパガンダの内容がノンフィクションのジャンルに比べて基本的に少ない。映画史家であるゲルト・アルブレヒト（Gerd Albrecht）は、1960年代後半にナチの劇映画に関する初の包括的なデータ収集を行い、全劇映画に占めるプロパガンダ映画の割合を14.1％と推定した。なお、アルブレヒトは例えば国際合作映画を考慮に入れていなかった。これらを考慮に入れると、プロパガンダ映画はわずか12.7％となる。
ナチ時代に制作された劇映画で最大のグループは、喜劇映画である。全作品の47.2％に当たる569作品は、コメディー、人違いの喜劇、ドタバタ、グロテスク、風刺または類似のものとして分類することができる。ジャンルは喜劇であっても、イデオロギーの主張が含まれないとは限らず、たとえば軍隊コメディー（一例として『Soldaten – Kameraden（兵士 – 同志）』1936年）などには見え隠れしている。また、『ロベルトとベルトラム』（1939年）、『法廷のヴィーナス』（1941年）では非常に反セム的なシーンがある。今日もなお人気がある『熱燗ワイン』に代表される喜劇映画の大多数には、ナチのプロパガンダはほとんど見当たらない。
2番目に大きなグループは、特に女性観客向け映画である。ナチ映画の508作品（42.2%）は、恋愛映画、結婚映画または近似の、例えば女性、心理、道徳、医師、運命、少女といったジャンルに区分される。このグループには、プロパガンダと娯楽が極めて巧妙に渾然一体となった作品がある。例えば『Annemarie（アンネマリー）』（1936年）、 『希望音楽会』 （1940年）、 『さようならフランツィスカ!』 （1941年）、 『大いなる愛』 （1942年）である。『希望音楽会』と『大いなる愛』はナチ時代で最も商業的な成功を収めた作品に数えられる。こういったナチのイデオロギーが凝縮した作品に対し、大多数はここでも目立たない映画であった。例えば 『踏み外し』 （1939年）や 『短調のロマンス』 （1943年）などは今日も人気がある。
事実として、ナチ劇映画の大多数を、明白なナチのプロパガンダと証明することはほとんど不可能である。そのため映画史家や映画社会学者は、幾度にも渡ってこれらの娯楽映画に巧妙に隠されたプロパガンダを突き止めようとしてきた。これらの作品の社会的・基本的メッセージといったもの、例えば女性像が特に注目されてきた。しかし、これらの研究から得られた知見は少ない。なぜならナチ映画の人間像において、ナチのイデオロギーによる基準に厳密に一致するものはごく僅かだからである。ほとんどの主人公は「普通の人」であり、手持ちの方法で個人的な小さな幸せの為に戦い、その際にはまったく現代的な価値観を持っている。個別に見れば、ナチが理想とする「自己犠牲に富む、子だくさんの母親」という女性像が描かれることもあった（例えば『母の瞳 (Mutterliebe)』、1939年）が、大多数の映画では子供を持たず、職業についている女性が主人公であった。男性主人公も、兵士や英雄ではなく、一般の民間人が最も重要なグループであった。特に恋人としては幾分不器用でぎこちないが、まったくもって親切で信頼に足る人物が多い。
一見すると非政治的な劇映画が大半であったが、劇映画を上映する際は、必ずニュース映画やドキュメンタリー映画（これらはプロパガンダを多分に含んでいた）とセットで上映することが義務付けられていたため、あえて劇映画にまでプロパガンダを仕込む必要はなかったからである。一方で娯楽映画は、戦争末期の絶望的に見える状況においても「ハッピーエンドを迎える美しい世界」という幻想を保っていた。それは日ごとに厳しさを増す戦時下の日常という現実から進んで気を紛らわせ、目をそらすためであった。
音楽映画もまた、観客の気を晴らし、気分をよくするものとされていた。このグループは正確に数値化できない。194作品（16.1％）には明確に音楽ジャンル、例えば音楽映画、オペレッタ、歌手、レヴュー映画に分類される。しかし、作品内で歌や踊り、または新しい流行歌が登場する映画を含めると、その数は非常に多い。『ユダヤ人ジュース』（1940年）、『世界に告ぐ』（1941年）、『コルベルク』（1945年）といった明確なプロパガンダ映画でさえ、耳に残るメロディーが使用されていた。
恋愛映画や結婚映画が映画のジャンルのスケールで女性の極であるとすれば、男性的な極はアクションが前面に押し出されるジャンルにある。ナチ劇映画の333作品（27.6％）は、冒険映画、犯罪映画、戦争映画、スパイ映画、またはセンセーション映画である。このグループのプロパガンダ映画は75作品に上り、割合は非常に高い。主に男性の観客を対象に制作された劇映画という括りで見ると、ほぼ4分の1に達する。最も比重が大きいのは戦争映画とスパイ映画である。犯罪映画は、個別に見るとプロパガンダを目的としたものがあり（例えば『国民の名において (Im Namen des Volkes)』、1939年）、こういった映画では犯罪の原因を犯人の置かれた社会的状況よりもその持って生まれた素質に求めるのが原則であった。しかし、こういった作劇法はナチ映画に特有のものではなく、ファシズム以前、または戦後期の犯罪映画でも同様であった。冒険映画、センセーション映画においてはプロパガンダ映画の割合が最も低い。こういった映画はそもそも現実逃避的なモーメントが基調にあるからである。これらのジャンルの映画で主人公を務めたハンス・アルバース、 ハリー・ピール、ルイス・トレンカーは、ナチ映画で人気の男性スターに数えられている。
娯楽映画で4番目に大きなグループは郷土映画であるが、このジャンルは目新しいものではない。なぜなら1950年代には1,400万人以上もの追放者がいたという現実が、感情的な意義を与えているからである。ナチ劇映画の179作品（14.8％）は山岳または村落を舞台としたものであり、古典的な郷土映画『Der Jäger von Fall （ファルの狩人）』（1936年）、『Der Edelweißkönig （エーデルワイス王）』、『Geierwally（ハゲタカのヴァリー）』（1940年）といった作品が挙げられる。これらの映画の約90％にはあからさまなプロパガンダは含まれていない。
特別なグループに伝記映画と歴史映画があり、ナチ時代に制作された劇映画のうち5.9％を占める。これらの作品の多くは政治的プロパガンダとしての性格を持つ。歴史映画の19作品の多くはプロイセンの宮廷を舞台とし、ナチのイデオロギーによる歴史教育の機会として利用された。また、伝記映画の52作品のうちほぼ半数がプロパガンダの要素を含んでおり、これらの作品のヒーローは、ナチの権力者が「卓越したドイツ人」と判断したドイツ人の、いわば「栄誉殿堂」となっていた。伝記映画や歴史映画は、ナチのプロパガンダ・メディアとして特に利用されてきたが、これは特にナチ映画の発明というわけではなく、このジャンルの長い歴史の一部に過ぎない。すでに第一次世界大戦の前に始まり、戦後の映画史にまでおよぶもので、決してドイツに限定されるものではない。
なお、大部分の作品が同時に複数のジャンルに含まれるため、上記の各グループの割合の合計は100％以上になっていることに注意が必要である。

## スターシステムとメディア総合利用
1933年以前、ドイツにも映画スターが存在していたが、スターシステムはまだ初期段階にあって、特にハリウッドに比べれば、まだ発展途上にあった。ヒトラー帝国のイメージを改善すべく、ゲッベルスはスターシステムを大々的に推進したが、当初は上手くいかなかった。多くの映画スター達に、独裁政権に奉仕する準備ができていなかったためである。マレーネ・ディートリヒは、エルンスト・ルビッチ、ゲオルク・ヴィルヘルム・パープスト、フリッツ・ラングと同じくドイツを去った。公然とナチ政権を拒否したディートリヒとドイツでも成功したスウェーデン出身のグレタ・ガルボの両者は、ヨーゼフ・ゲッベルスが魅力的な提案を行ったにもかかわらず、表看板として利用することはできなかった。他の人々は、ハインリヒ・ゲオルゲやグスタフ・グリュントゲンスのように、当初はヒトラー独裁政権をあからさまに非難したが、最終的には協力関係を持つに至った。
これまでのスターとは別に、新たなスターを生み出す取り組みも行われた。最もよく知られている例の1つは、1937年にウーファと専属契約を結んだスウェーデン出身のツァラー・レアンダーで、数年後にはドイツで最も有名な映画女優となった。レアンダーの広告キャンペーンはウーファの広報部が行い、以前のスウェーデンで制作された映画については触れることなく、スター歌手として設定された。報道機関には事前に人物評が届けられ、新スターの取り上げ方について指示された。レアンダーにも、公への登場の仕方について詳細な指示が出された。
劇映画は、新作の流行歌（シュラーガー音楽）の広告としてよく利用された。レアンダーだけでなく、他の人気映画俳優のハンス・アルバース、マリカ・レック、ヨハネス・ヘースタース、イルゼ・ヴェルナー、またハインツ・リューマンさえもレコード業界で過去最高の売上を達成した。映画スターは、映画よりレコードからの収入が多いことが多かった。流行歌のいくつかは「Ich weiß, es wird einmal ein Wunder gescheh’n（仮訳：奇跡は起きるもの」）」や「Davon geht die Welt nicht unter（仮訳：世界が終わるわけじゃない）」（いずれもレアンダーが1942年の『大いなる愛』で歌ったもの）は、ある目的をもって流布された。そのセンチメンタルな意味の他に、政治的なサブテキストを隠し持ち、ナチの耐久政策のスローガンとして利用するためであった。映画スターたちは、映画やレコードだけでなく、大ドイツ放送のラジオ番組でも、日々の暮らしの至る所に存在した。1936年からベルリン圏内で定期番組を放送していたパウル・ニプコウのテレビ局の番組でさえ、映画と映画スターは確固たる地位を築いていた。さらにメディアの総合利用では、アーティストの絵葉書、タバコに添付され大人気を博したコレクションカード、また多くの世帯で日刊紙に取って代わって購読されていた日刊の写真付き映画雑誌『イルストリールター・フィルムクリーア』にまで広がっていた。いかにナチ映画が他のメディアと一体化していたかについては、例えばヒット映画『希望音楽会』に見ることができる。物語は、実際に戦時中に毎週放送されたベルリンで行われる流行歌催事を中心としていた。
政治の自己演出の新機軸となったものに、ヒトラー、ゲッベルス、ゲーリングといった高位の政治家が映画スターと共に公に姿を現したことが挙げられる。特に女性スターは、男性結社の性格が強いナチの催事に華を添えるものであった。ヒトラーが好んで祝宴の際に隣席に招いたのは、オルガ・チェホーヴァとリル・ダーゴヴァーであった。なおヘルマン・ゲーリングは1935年に人気女優エミー・ゾンネマンと結婚している。ヨーゼフ・ゲッベルスと有名な映画女優との関係についても、多くが伝わっている。
政治指導部と個人に近いことが、しばしば栄達の成否の決め手となった。例えばレナーテ・ミュラーは、ゲッベルスを敵に回してしまった。俳優の起用頻度を決めるリストがあり、5つに区分されていた。最上位は「あらゆる状況下で空白期間なく起用」（例えば、ツァラー・レアンダー、リル・ダーゴヴァー、ハインツ・リューマン）で、最下位は「あらゆる状況下で起用は望ましくない」であった。
いかに映画スターがナチ体制にとって重要であったかは、ヒトラーが1938年に著名なアーティスト（映画俳優や監督）向けの税負担軽減を指令し、収入の40％を広告経費として控除可能としたことからも明らかである。
戦争はスターのイメージを世俗化することになった。部隊慰問の一環として、スターは前線に設けられた小さなステージに登場し、また街頭では冬季救済事業のために募金、物品収集活動に加わった。ほとんどの男性映画スターは徴兵免除となったが、例えばハインツ・リューマンは、ニュース映画の撮影チームを伴い、軍事訓練コースに参加している。不興を買った映画アーティストのみが前線に送られた。

## 人事政策
映画制作、配給、映画館の分野での全活動は、1933年以降、帝国映画院のReichsfachschaft Film（仮訳「帝国映画人会」）に加入していることが必須とされた。映画産業の従事者の統制に加えて、主に望ましくない人物を排除する役割を果たした。応募者はアンケートで政治面での経歴（政党への加入）だけでなく、「人種的血統と宗教」（配偶者、両親や祖父母を含む）も回答する必要があった。「ユダヤ人」または左翼政党や組織への参加という記載があった場合、ほとんどは申請が拒否されることとなった。帝国映画人会に入会を拒否されることは、就業禁止と同義であった。こうして職を失った者は3,000人を超えたと推定されている。彼らの多くは国外に行き、他の人は逮捕、または追放された。非常に人気のあるアーティストには、個々のケースで特別な許可が与えられた。ゲッベルスが引き続き活動を許した人物には、例えば監督のクルト・ベルンハルトとラインホルト・シュンツェル、俳優のホルスト・カスパー、歌手のヤン・キープラがいる。
「混血婚姻」を理由に、俳優のパウル・ビルト、カール・エートリンガー、パウル・ヘンケルス、ヴォルフガング・キューネ、テオ・リンゲン、ハンス・モーザー、ハインツ・リューマン、ヴォルフ・トルッツ、エーリヒ・ツィーゲル、監督のフランク・ヴィスバー は、特別な許可を得ていた。グスタフ・グリュントゲンスは同性愛や社会主義の過去、またハインリヒ・ゲオルゲの共産党員という過去も目をつぶられた。
政治的な区分ができない、または以前の作品がナチのイメージから逸脱していたとはいえ、芸術、商業の面でともに非常に成功した監督の多くは、映画での「忠誠告白」が求められた。監督は、あらゆる点でナチのイデオロギーに合致する映画を演出するよう要求され、またはこういった映画をつくるよう、それとなくではあるが、明白に示唆を受けた。監督が「任務」を果たせば、当面の間、ドイツで活動を続けることができた。拒否すればキャリアに終止符が打たれ、多くは前線に送られた。ヴェルナー・ホーホバウムは『三人の伍長』で兵士としての義務遂行の賛美歌を演出するよう求められていたが、作品には批判的な低音が通底していたためである。ペーター・ペヴァースもこの運命をたどった。カール・ユングハウスもまた他のやり方で「政治的に忠実な」映画の制作を拒んだ。『Altes Herz geht auf die Reise（老教授の旅）』（1938年）の提出時に、ナチは宣伝担当者を彼のもとに寄こし、相応に脚本を改訂した後、ユングハウスに撮影許可が与えられた。それにもかかわらず、ユングハウスは当初の脚本に沿って制作するという挙に出た。これは内部での試写でさえも明らかになった。彼はその後すぐにスイス経由でアメリカに逃亡した。ナチとの協力を望まない映画制作者の最後の手段は、映画活動の中止、または制限であったが、そのためには、多くは地下への潜伏が必要であった。軍務から逃れるためとはいえ、もちろん困難で危険な方法であった。著名な衣装デザイナー、ゲルダゴはナチから逃れることに成功した。
他のアーティストは、政治の力をまともに受けるかたちとなった。例えばヨアヒム・ゴットシャルクは、1941年に家族全員と自殺した。妻であった女優のメタ・ヴォルフが強制収容所に送られることになっていたためである。同様の運命が、脚本家のヴァルター・ズッパーとその妻を襲った。強制移送の通知を受けた俳優パウル・オットー、 ハンス・ヘニンガーは、これを避けるべく自殺した。オットーはユダヤ人、ヘニンガーは同性愛を理由に迫害されたのである。俳優のテオドール・ダネッガーと、流行歌の作詞家、ブルーノ・バルツは同性愛行為のために一時的に投獄された。
強制収容所、あるいは強制移送中に死亡したのは、 エルンスト・アルント、オイゲン・ブルク、マックス・エールリヒ、マリア・フォレスク、クルト・ゲロン、フリッツ・グリューンバウム、クルト・リーリエン、パウル・モルガン、オットー・ヴァルブルク、監督のハンス・ベーレンスであった。処刑、またはナチによって殺害された俳優にはホルスト・ビル、ロベルト・ドージー、ハンス・マイアー＝ハノ、ハンス・オットーがいた。
その一方で、政治的に忠実なアーティストたちは、時折、映画の官僚機構で高い地位が与えられた。こうして最高の栄誉に達した例としてカール・フレーリヒ監督がいる。1937年からウーファの芸術委員会を率い、1939年からは帝国映画院の総裁を務めている。俳優で監督のヴォルフガング・リーベンアイナーは、帝国映画人会だけでなく、ドイツ映画アカデミー・バーベルスベルクの芸術学部を率いていた。監督のフリッツ・ヒップラーとヴィリ・クラウゼ (Willi Krause)、俳優のカール・アウエンも高い地位に就いていた。監督のカール・リッターや俳優のオイゲン・クレプファー、パウル・ハルトマン、マティアス・ヴィーマンなどは、ウーファの監査役に任命された。ハインリヒ・ゲオルゲ、グスタフ・グリュントゲンス、カール・ハルトル、ハインツ・リューマンなどは、プロダクションマネージャーとして映画産業で一時的に最も影響力のある地位を手に入れた。ファイト・ハーランのように、ポストに空きがない場合は、教授の称号を授与されることもあった。
多くのプロパガンダ映画が国家から委託を受けて制作されたが、ヨーゼフ・ゲッベルスは制作の実務、例えば配役についても頻繁に、直接介入した。しかし映画監督たちがナチ時代に実際に受けた圧力の程度については、映画史家の間で現在でも論争の対象となっている。政治的に迎合した、あるいは明確にナチズムを支持した監督に、フリッツ・ペーター・ブーフ、カール・フレーリヒ、ヴォルフガング・リーベンアイナー、ヘルベルト・マイシュ、ヨハネス・マイアー、ハインツ・パウル、カール・リッター、ハンス・シュタインホフ、グスタフ・ウチツキー、ファイト・ハーランなどがいる。こうした自ら進んでプロパガンダ映画を何度も演出した監督がいる一方、プロパガンダ映画を全く撮影しなかった監督もいる。例えば、ボレスラフ・バルロク、ハラルト・ブラウン、エーリヒ・エンゲル、ヴィリ・フォルスト、カール・ホフマン、テオ・リンゲン、カール・ハインツ・マルティン、ハリー・ピール、ラインホルト・シュンツェル、デトレフ・ジールクである。ナチの劇映画のほとんどは、芸術的な実験や革新を完全に放棄したものであったが、ゲーザ・フォン・ボルヴァーリー、エーリヒ・エンゲル、アルノルト・ファンク、グスタフ・グリュントゲンス、ロルフ・ハンゼン、ヴォルフガング・リーベンアイナー、アルトゥール・マリア・ラーベンアルト、デトレフ・ジールク、ヘルベルト・ゼルピン、ハンス・シュタインホフ、グスタフ・ウチツキー、ヴィクトール・トゥルヤンスキー、パウル・フェアヘーヴェン、フランク・ヴィスバー らは、何度も中庸を逸脱した。ヘルムート・コイトナーによる芸術的に非常に興味深い映画が証明しているように、監督にはナチの映画政策の窮屈な基準の中で、はるかに大きな自由があったが、大多数の同時代人はそれを手にするために多くの物を賭けなければならなかった。

## 映画産業の拡大
帝国の拡大に伴い、帝国映画産業は新しい市場を獲得した。占領された国の制作設備は、価値があると見れば、所かまわず強奪され、ドイツ本国の企業に吸収された。当地のアーティストは、様々な義務を強制的に課され、大ドイツのプロパガンダのために従事させられた。
1938年の独墺合邦前に、ドイツオーストリアは、ヨーロッパ初の国家として、映画産業がヒトラーの政策の直接的影響を受ける状態へと陥っていた。すでに1936年4月20日、映画とその出演者に関する規定が、ほぼ1対1でオーストリア製のドイツ映画に割り当てられた。帝国映画文化院（Reichsfilmkulturkammer）は、ベルリンでオーストリア映画制作者団体との契約に調印した。当初から、ナチ政権はオーストリア・ファシスト政権に圧力をかけ、ドイツで不興を買った人物が映画で協力するのを妨げた。最も強力な圧力は輸入全面禁止という強迫であり、すでに1934年にはドイツにとって好ましくない人物による映画の輸入が拒否されていた。
オーストリア最大の映画制作会社、ウィーンのトービス＝ザシャ・フィルム株式会社は、すでに1938年の前から、ドイツへの輸出禁止という強迫に対応して、ヒトラーの反ユダヤ政策の実施をやむを得ないとし、もはや一人のユダヤ人アーティストも雇用していなかったが、ウィーン＝フィルム株式会社として改めて設立された。カウツィオ信託は、クレディットアンシュタルトと共同して、数ヶ月前にトービス＝ザシャの株式の大半を取得していたため、この買収は事実上合法であった。その後ウィーンは、ベルリンとミュンヘンと並んで、監督のヴィリ・フォルスト、グスタフ・ウチツキー、ハンス・ティミヒ、レオポルト・ハイニッシュ、ゲーザ・フォン・ツィフラ らとともにナチ映画映画制作の中心地の一つとなった。特に起用された俳優にはパウラ・ヴェセリー、マルテ・ハレル、ハンス・モーザー、アッティラ・ヘルビガーとパウル・ヘルビガーがいた。およそ50本の劇映画と60本の文化映画が制作された。
ヒトラーの故郷、オーストリアの後を辿ったのは、チェコスロヴァキアであった。まず1938年9月30日にドイツ人が住む国境地帯が全て大ドイツ帝国に国際法に則り割譲され、1939年3月15日、独裁者は残る国土もドイツ国防軍に占領を命じ、チェコ地域はベーメン・メーレン保護領となった旨、宣言された（→ナチス・ドイツによるチェコスロバキア解体参照）。チェコのAB映画制作株式会社はバランドフとホスティヴァジに有名なスタジオ施設を持っていたが、「アーリア化」された上で1942年11月21日にプラハ＝フィルム株式会社に改組され、1942年からはUFIコンツェルンの終焉までドイツ語、チェコ語による映画が制作された。チェコでは2社、National FilmとLucerna Filmが業務継続を許可された。空襲のため、ドイツ本国での映画撮影が困難を増す中、プラハはドイツ映画の制作に不可欠な代替地となった。
ポーランドでは、1939年9月1日のポーランド侵攻により総督府が設置されると、ポーランドの映画産業は消滅した。アーティストは地下に潜伏し、映画制作は完全に停止した。
1940年4月9日、ヒトラーは国防軍に命じ、デンマークを占領したが（→ヴェーザー演習作戦参照）、同地の映画産業はほとんどドイツの映画政策の影響を受けなかった。ドイツ映画は、デンマーク国民によって暗黙のうちにボイコットされた。隣国ノルウェーの映画経済は、ドイツが占領した時点ではあまり発展していなかったため、特にナチの関心を集めることもなかった。ノルウェーで活動していた映画監督も少なく、ほとんど妨害を受けることなく仕事を続けることができた。
1940年5月10日、次いでベネルクス諸国が占領された（→オランダにおける戦い (1940年)参照）。オランダでは、当時、3つのスタジオが活動しており、ナチ・ドイツを避けてきた人々によって隆盛を誇っていたが、ウーファに組み込まれた。その後、オランダ映画が撮影されることはなく、施設はウーファのために使用された。オランダの監督の多くが国を去った。ベルギーの映画産業は、著名なドキュメンタリー映画学校があったものの、ノルウェーと同様あまり発展していなかったためナチの食指が伸びることはなく、映画人のほとんどが仕事を続けることができた。
1940年6月22日、フランスが軍事的に敗北し（→ナチス・ドイツのフランス侵攻参照）、コンピエーニュで休戦協定が結ばれると、一部は占領下に置かれ、非占領地域は傀儡国家ヴィシー政権が統治することとなった。ヴィシー政権下のフランスでは、ファシスタ政権下のイタリアをモデルに業界が再編されたが、ニースに本拠地を置く南フランスの映画業界は、ほとんど制限を受けることなく仕事を続けることができた。一方、パリとフランス北部は、ドイツ軍の支配下となった。同地にはドイツのニュース映画や劇映画が氾濫することとなった。1941年初めには、Continental Film（「コンティネンタル・フィルム」）が設立された。ウーファとトービスの子会社でパリ都市圏の全スタジオを所有し、フランス解放までにフランス語による映画を27本制作した。
領土拡大の戦争はさらに続き、1941年にはソヴィエト連邦に侵攻した（→独ソ戦参照）。ナチ指導部はソ連の映画制作設備も手中に収めることになった。特にラトビアのリガ、エストニアのレーヴァル（現タリン）、ウクライナのキエフであった。接収を受けた施設は、1941年11月に設立されたZentralfilmgesellschaft Ost（仮訳「東部中央映画会社」）の所有に移管され、占領下のソ連地区でベルリンからの指令で映画プロパガンダが組織された。

## 1945年以降のナチ映画プロパガンダの扱い
第二次世界大戦の終結、独裁者の死、ナチ独裁の崩壊後、勝利を収めた連合国は、占領下ドイツの非武装化、民主化、非ナチ化の一環として、残存するナチズムのイデオロギーを排除するための様々なプログラムを開始した。とりわけ連合国総司令部は、流通する全ドイツ映画に検閲を実施し、劇映画の19％が上映禁止とされた。審査委員会によってナチのプロパガンダと格付けされたためである。
ゲルト・アルブレヒトは、劇映画全体でのプロパガンダ映画の割合は14.1%と算定した。1939年までは11％であったが、第二次世界大戦の開戦後の1940年から42年にかけては24％に増加し、戦争後半には6％に減少した。1942年に映画政策が急変したが、これについては、観客がプロパガンダに倦み疲れたことや、空襲下の厳しい生活環境においては、プロパガンダ映画よりも人々の気を晴らす癒しの場となる映画館そのものが、ナチ政権にとって良い広告となったため、と推測されている。
連合軍占領当局によって禁止された映画のほとんどは、1949年に成立したドイツ連邦共和国では映画自主規制機関（FSK）による認定を受けている。いわゆる留保付き映画、つまり戦争映画の多くと、反セム主義的プロパガンダ映画の全作品の上映は、今なお制限されている。